# Phong Lôi Ích
Quẻ Phong Lôi Ích, đồ hình |:::|| còn gọi là quẻ Ích (益 yi4), là quẻ thứ 42 trong Kinh Dịch.
- Nội quái là ☳ (|:: 震 zhen4) Chấn hay Sấm (雷).
- Ngoại quái là ☴ (:|| 巽 xun4) Tốn hay Gió (風).

Giải nghĩa: Ích dã. Tiến ích. Thêm được lợi, giúp dùm, tiếng dội xa, vượt lên, phóng mình tới. Hồng hộc xung tiêu chi tượng: chim hồng, chim hộc bay qua mây mù.